# Cephalotes fiebrigi
Espèce
Synonymes

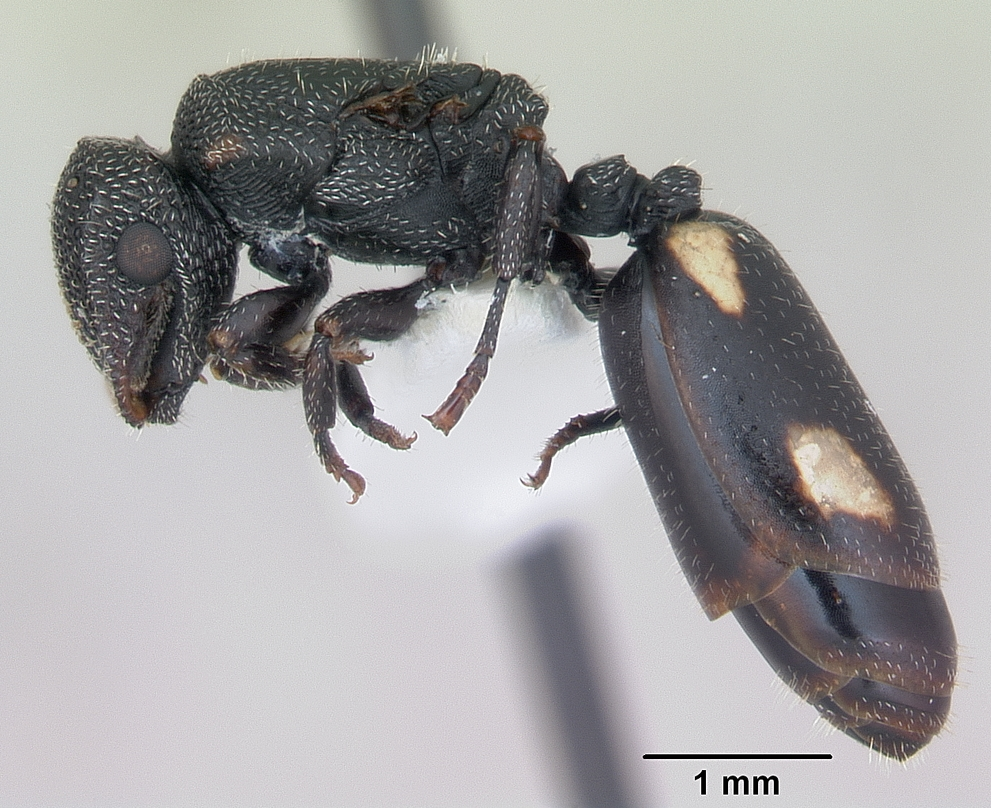
Profil de Cephalotes fiebrigi.

Cephalotes fiebrigi est une espèce de fourmis arboricoles de la sous-famille des Myrmicinae.

## Répartition
Cephalotes fiebrigi se rencontre en Argentine, au Brésil et au Paraguay.

## Classification
Le nom valide complet (avec auteur) de ce taxon est Cephalotes fiebrigi (Forel, 1906).
L'espèce a été initialement classée dans le genre Crytocerus  sous le protonyme Crytocerus pilosus fiebrigi Forel, 1906,.
Cephalotes fiebrigi a pour synonymes :
- Crytocerus pilosus fiebrigi Forel, 1906
- Paracrytocerus fiebrigi (Forel, 1906)
- Zacrytocerus fiebrigi (Forel, 1906)

### Publication originale
- A. Forel, « Fourmis néotropiques nouvelles ou peu connues I. - Genres Pseudomyrma, Crytocerus et Azteca », Annales de la Société entomologique de Belgique, Bruxelles, vol. 50,‎ 1906, p. 225-249 (ISSN 0774-5915, lire en ligne, consulté le 11 juillet 2024).